# جوزة ريجل ثلاثية الأجنحة
جوزة ريجل ثلاثية الأجنحة (الاسم العلمي: Tripterygium regelii
) هو نوع من النباتات الشجيرية المعمرة متساقطة الأوراق يقع موطنه الأصلي في كوريا واليابان ومنشوريا.

## الوصف

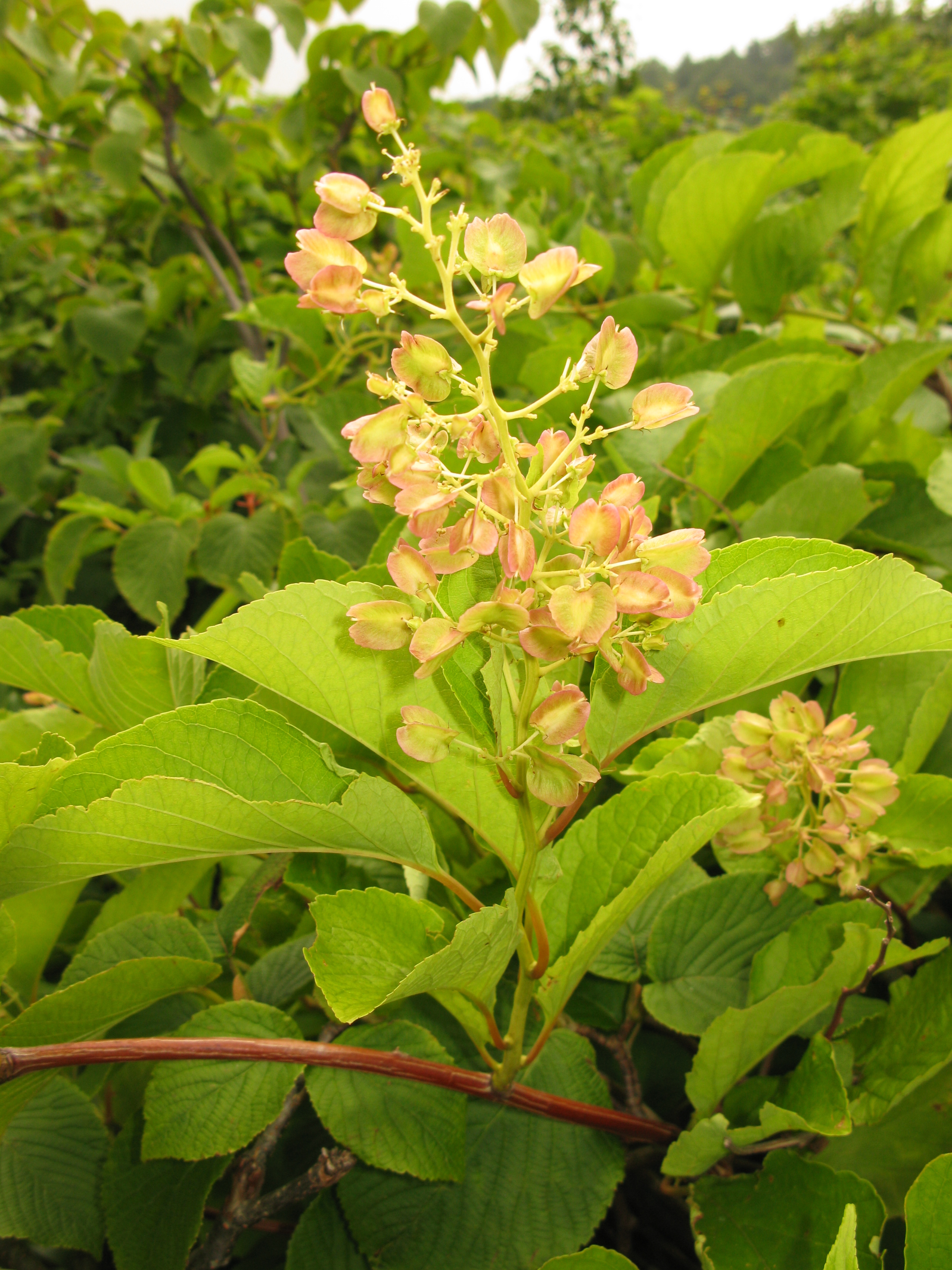
نبات جوزة ريجل ثلاثية الأجنحة

يصل طول نبات جوزة ريجل ثلاثية الأجنحة إلى حوالي 200 سنتيمتر (79 بوصة)، ويتميّز النبات بأوراق خضراء داكنة بيضاوية الشكل، وبأزهار صغيرة بيضاء مصفرة تزهر في شهري مايو ويونيو وتتجمع في نورات وتنمو على شكل عناقيد طويلة يبلغ طولها 203-229 مليمتر (8.0-9.0 بوصة)، ورائحتها تشبه رائحة القش المقطوع حديثًا، أما الثمار فتكون بيضاء مخضرة، ثلاثية الزوايا، ومجنحة.

## السمية
أدرج نبات جوزة ريجل ثلاثية الأجنحة في في ثمانينيات القرن العشري التابعة لإدارة الغذاء والدواء الأمريكية.

## الاستخدامات
يمثل نبات جوزة ريجل ثلاثية الأجنحة أهمية كبيرة في الطب الصيني التقليدي بسبب تطبيقاته واستخداماته في تخفيف عدد من اضطرابات المناعة الذاتية مثل التهاب المفاصل الروماتويدي والذئبة الحمامية الجهازية، إلى جانب علاج بعض أنواع السرطان. في ثمانينيات القرن العشرين اكتشفت مجموعة من المواد المُستخلصة من نباتات ويلفوردي ثلاثي الجنيحات والتريبتيريجيوم هيبوجلاوكوم وجوزة ريجل ثلاثية الأجنحة، وقد أظهرت نتائج بعض الأبحاث التي أجريت علي هذه المُستخلصات تأثيرات مؤقتة مثبّطة للخصوبة مما فتح المجال لإجراء المزيد من الأبحاث حول إمكانية استخدامها كوسيلة لمنع الحمل. يمكن أيضًا عزل بعض المركبات الكيميائية المعروفة بالهيبوجلونين من لحاء شجيرات جوزة ريجل ثلاثية الأجنحة، ومن بينها مُركب الهيبوجلونين ب، وهو قلويد سيسكيتيربين وماكروليد يحتوي على مجموعات بديلة من البيريدين والديهيدروآجاروفوران، وأظهر في المختبر نشاطًا مضادًا لفيروس نقص المناعة البشرية.